# 幽霊語
幽霊語（ゆうれいご、英語: ghost word）ないし、幽霊形（ゆうれいけい、英語: ghost form）は、辞書やそれに準じた権威ある参考図書に掲載されているものの、実際にはほとんど、あるいは、全く使用例がなく、無意味な単語。通例、幽霊語は、誤った解釈、誤った発音、誤読など、何らかの誤りに起因するか、タイポグラフィないし言語学上の混同に起因している。
ひとたび権威ある形で出版されると、以降に幽霊語が広く使われるようになることもしばしばあり、使用されはじめた場合には、それを止めるには長い時間を要することもある。

## 表現の起源
英語の「ghost words」という表現を生み出し、最初に公に用いたのは、1886年に言語学協会会長として年次講演をおこなったウォルター・ウィリアム・スキート教授であった。彼は、次のように述べた。
協会が様々な機会を捉えて取り組んできた業績の中でも、私たち全員にとって、『New English Dictionary』ほど広く関心を集めるものはありません。マレー博士は、皆さんもご存知のように、ある時、「abacot」という、ウェブスターが「かつてイングランドの王たちが用いた、二つの王冠の形に精巧に作られた、権威を表す帽子 (the cap of state formerly used by English kings, wrought into the figure of two crowns)」と定義した単語を、この辞書に掲載すべきだとする、最も優れた記事を書きました。適切かつ賢明なことに、この提案は、そのような単語が存在しないという事実によって辞書編集陣によって却下されましたが、このような提案がなされたのは全くの誤りによるものであり ... 印刷業者か筆記者が起こしたしくじりによるものか、無知ないし粗忽な編集者のたくましい想像力によるものなのです ...

そこで、私は、「abacot」のようなタイプの言葉がまだいくつかあることを皆さんにご紹介したいのです。つまり、いずれ時の流れの中で編集陣の注意を引くようになり、私が信じるところでは、おそらくは却下されることになりそうな単語です。この手の特徴をもった単語を意味する短い用語があったようが都合が良いので、これを「幽霊語 (ghost-words)」と呼ぶこととします。... 幽霊語という表現は、こうした単語、というか形で、実際には何ら意味をもたないものを指します。

... 私は、少なくとも2つの、驚くべき事例を挙げることができます。ひとつめは「kime」 ... その初出は ... 1808年の『Edinburgh Review』誌に見える「The Hindoos ... have some very savage customs ... Some swing on hooks, some run kimes through their hands ...（ヒンドゥー教徒たち ... は非常に野蛮な習慣があり ... 鉤にぶら下がる者がいたり、手に Kimes を走らせる者もいる ...）」という記事です。
この「kimes」という単語は、「knives」（ナイフの複数形）を誤って印刷したものであることが判明したが、今では時折この単語が用いられることがある。次に、もっと極端な例をスキートの講演から挙げる。
同じような事例が、ウォルター・スコットのある小説の一節の誤った印刷から生じましたが、さらに面白いことに、この正しくない単語の語源に関する話が、一部の読者たちを満足させる形で定着してしまったのです。『修道院 (The Monastery)』の大部分の版には、「... dost thou so soon morse thoughts of slaughter?」と記されています。　

この単語（morse）は、「nurse」の印刷上の誤りに他なりません。しかし、『Notes and Queries』誌には、ふたりの独立した寄稿者たちが、この「morse」という言葉の語源について、それぞれの説明を寄せています。ひとつの説明は、これを「to prime」の意、すなわち「one primes a musket」（マスケット銃に火薬を詰める）のように、古フランス語における「amorce」つまり火口に詰める火薬に由来するとしており、もうひとつの説明は「to bite」にあたるラテン語「mordere」から「to indulge in biting, stinging or gnawing thoughts of slaughter」（殺人の思いを噛みしめる、刺すように痛む、苦悩する）といった説明をしています。後者は、こうも記しています。「この単語が、印刷の誤りであったとしても、50年もの間、異論が唱えられたり、変更されることもなく印刷され、何百万人もがこれを読んできたという事実は、蓋然性という域を越えている。」しかし、サー・ウォルター・スコットの、手稿による原文を確認したところ、問題の単語は紛れもなく「nurse」と記されていたのです。
「morse」と記した『修道院』の出版の事例には、エディンバラ大学出版局が1820年に刊行したものもある。
スキートは、上記の講演の中で、さらに百件ほどの彼が集めた事例を紹介した。

## 事例
その他にも、以下のような事例がある。
- ホメーロスのギリシア語（英語版）で「女性」を意味する単語と想定された「στήτη」。『イーリアス』1巻6行目には「διαστήτην ἐρίσαντε」（（アキレウスとアガメムノーンの）ふたりは離れて立ち、争った）とある。ところが、双数形の動詞の語形変化に慣れていない者が、これを誤って「διά στήτην ἐρίσαντε」（ふたりは、ある「στήτη」ゆえに争った）と読み取り、「στήτη」は女性、すなわち争いの元であったブリーセーイスのことだと誤って解釈したのである[5]。
- セーラム（英語版） (Sarum) という地名は、中世の手稿においてサリスベリー（Sarisberie：のちのソールズベリー）を意味する略記として用いられていた「Sar~」を地名と誤解して生み出された[6]。
- 編集上の誤りによる例である「Dord」は、「密度（体積あたりの質量）」を意味する名詞と定義されていた。『ウェブスター新国際辞典第2版 (Webster's New International Dictionary (second edition, 1934))』が準備されていたとき、「D or d」（「Dまたはd」）が「density（密度）」を意味することを記したインデックス・カードが、不正確に整理され、略号ではなく単語として扱われた。その結果、「dord」という単語見出しが1934年から1947年にかけて印刷された複数の版に掲載されてしまった[7][8]。
- 『オックスフォード英語辞典』(OED) は、幽霊語である「Phantomnation」を「Appearance of a phantom; illusion. Error for phantom nation（幽霊の出現、幻。「幽霊の国」の誤り）」と説明している[9]。1725年に発表されたアレキサンダー・ポープによる『オデュッセイア』の英語訳は、「The Phantome-nations of the dead」と記していた。リチャード・ポール・ジョドレル（英語版）は、1820年に発表した『Philology of the English Language』の中で、複合語からハイフンを省いてひとつの単語として扱い、「Phantomnation, a multitude of spectres」とした。以降の辞書編集者たちはこの誤りを様々な辞書類に引き写してしまい、「Phantomnation, illusion. Pope.」(Worcester, 1860, Philology of the English Language)、「Phantomnation, appearance as of a phantom; illusion. (Obs. and rare.) Pope.」(Webster, 1864, An American dictionary of the English language) などという説明が流布された[10]。
- 日本語の「癖毛」は、「悪い習慣」を意味する「癖」と「毛」から成り、英語の「frizzy hair」に相当するが、権威ある和英辞典である研究社の『新和英大辞典』は、その初版（1918年）から第4版（1974年）まで、これを「vicious hair」と誤訳しており、ようやく第5版（2003年）でこれを「twisted [kinky, frizzy] hair; hair that stands up」と改めた[11]。この「vicious hair」という幽霊語は、単に誰にも気づかれない辞書の誤りというだけでは済まず、何世代もの辞典利用者たちがこの誤りを写し続けた。例えば、とある東京の美容外科医院は、長きにわたってアジア版の『ニューズウィーク』誌に「Kinky or vicious hair may be changed to a lovely, glossy hair」〔ママ〕 という広告を出し続けていた[12]。この縮毛矯正の広告は、2011年に香港で開催されたiPhoneography展覧会のタイトル「Kinky Vicious」に、ジョークとして流用された[13]。
- JIS X 0208の規格は、1978年以来最も広まった日本語処理のシステムであるが、実際の使用例が見つからない漢字が「彁」など合わせて12文字あり、おそらくは何らかの誤りによって規格に含まれたものと思われている。こうした文字は、幽霊文字と称され、その後もほとんどのコンピュータ・システムによってサポートされ続けている（en:JIS X 0208#Kanji from unknown sources：参照）。
- 「Hsigo」という単語は、光学文字認識が、中国の神話に登場する生き物「hsiao（囂）」を誤認したものである。綴り字の誤りは、いくつかの読者の範囲が限られた出版物などに見られたが、ウィキペディアに記事が作成されたことでWorld Wide Webに誤りが広まり、その後、記事は修正されたものの、多数のウィキペディアを情報源とするサイトによって、この単語は広まった。
- 著書『Beyond Language: Adventures in Word and Thought』の中で、ドミトリ・ボーグマン（英語版）は、いくつもの辞書にフェレットの集合名詞（英語版）として記載されている「feamyng」という単語が、実は百年ほどの時間の経過の中で綴り字の間違いが重ねられ、BUSYNESS → BESYNESS → FESYNES → FESNYNG → FEAMYNG と書き換えられてきた結果として生まれたものだと述べている[14][15]。

## 不確かな事例
多くの新造語は、最終的に用例が確立されるものも含め、起源がはっきりせず、中には「OK」のように、無教養から生まれた幽霊語に由来するものもありえる。いずれにせよ、本当の起源を見いだすことはしばしば不可能となるが、その原因の一部は裏づけ資料の欠落にあるが、いたずらを仕掛ける側の意図的な妨害も一因である。パンの一種であるプンパーニッケル (pumpernickel) についての、最も広まっている語源の説明は、ナポレオンが、それを「C'est pain pour Nicole!（これはニコルのためのパンだ！）」と評したから、つまり、自分の馬に食べさせるような代物だと言った、という話は、意図的なデマと考えられる。「クイズ (Quiz)」もまた、明らかに意図的な虚偽語源に連なる例である。こうした単語は、いずれも一般的に使用されるものとなっているが、元をたどれば幽霊語であった可能性が高い。

## 逆成
近年では、実在する単語から論理的に導いた、しかし語源的には不正確なことも多い新しい言葉を指して、「幽霊語」という用語を不正確に用いることがある。このように派生する単語を指す正しい表現は、逆成語であり、これは19世紀後半から確立されてきた用語である。例えば、「beforemath」は、「aftermath」から派生したものである。逆成語は、幽霊語ではあり得ない。なぜなら、スキートが明確に示した定義にある、その語形が「意味をもたない」という条件に反するからである。

## 厄介な幽霊語
幽霊語や、これに似た誤りと創作の産物は、逆成語なども含め、少なくとも辞書編集者たちにとっては新語と言語学的混乱の源として厄介なものである。より哲学的に捉えるなら、こうした語彙は、言語学的な困難であると同時に、娯楽でもある。おそらく、こうした語彙の大部分は、特に災いをもたらすこともなく消えてゆくだろうが、一般的に用いられる語彙に受け入れられた単語は、何かをうまく表現していたり、何らかの必要があったということであろう。いかなる言語においても、究極的な語源は、本質的にもはや重要な問題ではないのである。

## 構文の幽霊形
権威ある文法書に記載されていた構文が、実は実例が見出せない架空のものであったと判明するような場合には、その構文が幽霊形であったと表現されることがある。永井正勝は、中エジプト語の進行相の否定構文としてジェイムズ・ピーター・アレンによる文法書に記述されていた構文のひとつが、実例のない架空なものであると指摘し、のちにこれを「... 構文が幽霊形である」と表現した。